# Colostygia gigantea
Colostygia gigantea là một loài bướm đêm trong họ Geometridae.